# Серков, Илья Дмитриевич
Илья Дмитриевич Серков (14 января 1991, Киров) — российский биатлонист, неоднократный чемпион и призёр чемпионата России. Мастер спорта России.

## Биография
Выступал за Центр спортивной подготовки Тюменской области. Тренер — Андрей Алексеевич Волков, также тренировался под руководством Максима Владимировича Кугаевского.
На юниорском уровне побеждал на соревнованиях «Приз губернатора Тюменской области» (2010).
На чемпионатах России выигрывал золотые медали в смешанной эстафете (2015) и командной гонке (2016). Неоднократно был серебряным и бронзовым призёром. На чемпионате России по летнему биатлону становился чемпионом в эстафете в 2014 году.
Побеждал на этапах Кубка России, в том числе в феврале 2016 года в масс-старте. Также становился победителем соревнований «Ижевская винтовка» в эстафете (2013/14), «Приз администрации Уватского района» в спринте (2014).
Учился в Тюменском государственном нефтегазовом университете.
По состоянию на 2022 год — руководитель киберспортивной студии освещения турниров FISSURE.